# Шпинова Людмила Григорівна
Людмила Григорівна Шпинова (9 вересня 1918, Бендери, Молдова — 14 грудня 1989) — радянська науковець, доктор технічних наук (1970), професор (1971). Засновник наукової школи технології силікатів.

## Життєпис
Протягом 1936—1941 років — студентка Ленінградського політехнічного інституту, інженерно-будівельного факультету. 1941—1945 — у лавах Червоної армії.
Закінчила Львівський технологічний інститут будівельних матеріалів (1948), аспірантуру на кафедрі технології силікатів Львівського політехнічного інституту (1956). З 1948 — працівник Львівського заводоуправління будівельної кераміки. Протягом 1951—1953 років — працівник Львівського політехнічного інституту, з 1960 — кандидат технічних наук, доцент. 1963—1970 — начальник науково-дослідної частини, 1971—1985 — завідувач кафедри хімічної технології силікатів Львівського політехнічного інституту.
Ініціатор створення науково-дослідної лабораторії для дослідження технологічних процесів і теоретичних основ з метою поліпшення якості продукції й одержання нових видів будівельних матеріалів. Автор 298 наукових праць, у тому числі 6 монографій. Підготувала 30 кандидатів наук. Відзначена державними нагородами.
Померла 14 грудня 1989, похована на Личаківському цвинтарі.